# Работоргівля (фільм)
Работоргівля (англ. Trade, 2007) — драма режисера Марко Кройцпайнтнера про викрадення з ціллю перепродажу в сексуальне рабство. На створення фільму було витрачено всього лише 12 млн доларів.[джерело?]
Прем'єра відбулася в січні 2007 року на кінофестивалі «Санденс», Фільм вийшов обмеженим накладом 28 вересня 2007 року (в жовтні того ж року була прем"єра на українському телебаченні на «К1»). Сюжет оснований на статті Пітера Лендсмена The Girls Next Door в журналі «Нью-Йорк Таймс» 2004 року.

## Сюжет
У Мехіко група злочинців викрадає 13-літню дівчинку Адріану для продажу в сексуальне рабство. Її 17-літній брат Хорхе розпочинає пошуки сестри. З'ясовується, що до викрадення причетні представники злочинної групи вихідців з Росії. Він зустрічає поліцая Рея, який допомагає йому в пошуках сестри.
Прибувши в США, вони взнають, що полонені будуть продані на інтернет-аукціоні. Рей збирає потрібну суму і зустрічається з викрадачами. Проте під час розмови він попадає під підозру, і злочинці пропонують йому вступити в сексуальні стосунки з Адріаною, доказуючи тим самим, що він не з поліції.

## Кульмінаційні сцени
Звичайно основною кульмінаційною сценою фільму є сцена самогубства молодої польки Вероніки, котра взнавши, що її малого сина забрала «польська мафія» кидається в прірву. Проте перед стрибком, вона, будучи католичкою, проклинає мексиканського посібника Мануело. І дійсно в кінці фільму Хорхе вбиває його.
Проте з методологічної точки зору важливішою є сцена перебування Адріани за сіткою в таборі переміщених осіб. В цей час до табору приїздить група американських «благодійних місіонерів» одного з Адріаною віку. І от одна американка дарує темній Адріані журнал «Glamour» (іспанською мовою).
Не менш значною є і фінальна сцена фільму, коли Рей повертається додому, а на задньому сидінні показано пухнасте кошеня (в подарунок дружині, що недавно втратила свою улюблену стару кішку). У той час, коли бідні країни живуть у реальному світі, де треба боротися за своє виживання, в багатих країнах піклуються за кицьками, а не дітьми.

## У ролях
| Роль(мова оригінілу) | Роль (укр)      | Актор (мова оригіналу) | Актор (укр)           |
| -------------------- | --------------- | ---------------------- | --------------------- |
| Ray Sheridan         | Рей Шерідан     | Kevin Kline            | Кевін Клайн           |
| Jorge                | Хорхе           | Cesar Ramos            | Сезар Рамос           |
| Veronica             | Вероніка        | Alicia Bachleda        | Алісія Бахледа-Цурусь |
| Adriana              | Адріана         | Paulina Gaitan         | Пауліна Гайтан        |
| Manuelo              | Мануело         | Marco Perez            | Марко Перес           |
| Patty Sheridan       | Патті Шерідан   | Linda Emond            | Лінда Імонд           |
| Alex Green           | Алекс Грін      | Zack Ward              | Зак Ворд              |
| Laura                | Лаура           | Kate Del Castillo      | Кейт дель Кастільйо   |
| Hank Jefferson       | Хенк Джефферсон | Tim Reid               | Тім Рід               |
| Vadim Youchenko      | Вадим Ющенко    | Pasha D. Lychnikoff    | Паша Лічніков         |

## Ланки
- Офіційний сайт(англ.)
- "Работоргівля" на сайті IMDb (англ.)